# جولدي توماس
جولدي توماس (30 أبريل 1885 - 30 ديسمبر 1972) (بالإنجليزية: Goldie Thomas)‏ هو لاعب كريكت أسترالي.

## وصلات خارجية
- جولدي توماس على موقع إي آس بي آن كريك إنفو (الإنجليزية)